# التهاب القلب
التهاب القلب (بالإنجليزية: Carditis)‏ يقسم عادة -بناء على تركيبه تشريحيا- إلى:
- التهاب التامور (Pericarditis): التهاب الغشاء المحيط بالقلب.[2][3]
- التهاب عضلة القلب (Myocarditis)
- التهاب الشغاف (Endocarditis): التهاب الغشاء المبطن للقلب.
- نن